# Archeologie popravišť
Archeologie popravišť (taktéž právní archeologie) je nově se rozvíjející specializovaný archeologický obor. Zabývá se vzhledem a umístěním míst, na nichž probíhaly popravy, dále průběhem samotných poprav a následným zacházením s ostatky popravených osob.
Své uplatnění má i pro novodobá policejní vyšetřování, zvláště pak v případě válečných zločinů. Při své činnosti policie využívá i výzkumy a nálezy archeologů. Rekonstruuje události předcházející smrti jedinců a samotný způsob jejich smrti na základě archeologického kontextu.